# Scotophaeus regularis
Scotophaeus regularis är en spindelart som beskrevs av Albert Tullgren 1910. Scotophaeus regularis ingår i släktet Scotophaeus och familjen plattbuksspindlar. Inga underarter finns listade i Catalogue of Life.